# Radka Vondrová
Radka Vondrová, rozená Nečásková (* 15. října 1977), je bývalá česká florbalistka, reprezentantka a pětinásobná mistryně Česka. Ve vrcholových soutěžích Česka a Švýcarska hrála v letech 1995 až 2008.

## Klubová kariéra
Vondrová se k florbalu dostala v roce 1995 v době založení ženské složky FBC Liberec. Již v sezóně 1997/1998 získaly první bronzovou medaili. V letech 2001 až 2003 byla u prvních třech ligových titulů Liberce v řadě. K první obhajobě titulu v sezóně 2001/2002 výrazně přispěla jako nejproduktivnější hráčka soutěže.
První polovinu sezóny 2003/2004 strávila ve švýcarské druhé nejvyšší lize v týmu FB Riders DBR. Ročník dohrála v Liberci, kde získala čtvrtý titul. Následující sezónu 2004/2005 opět odehrála za Riders. Po návratu do Liberce s ním v roce 2006 získala svůj pátý titul. Po prohraném finále v sezóně 2006/2007 oznámila ukončení vrcholové kariéry, ale několik zápasů v následující sezóně ještě odehrála.

## Reprezentační kariéra
Vondrová reprezentovala Česko na dvou mistrovstvích světa v letech 1999 a 2001. Na druhém z nich byla nejproduktivnější hráčkou týmu. Mistrovství v roce 2003 se nezúčastnila kvůli zranění. V širším kádru reprezentace byla ještě v roce 2005.
| Umístění | Soutěž                                 |
| -------- | -------------------------------------- |
| 5.       | Mistrovství světa ve florbale žen 1999 |
| 5.       | Mistrovství světa ve florbale žen 2001 |

## Ocenění
V letech 2001 a 2002 byla zvolena nejlepší českou florbalistkou.
V roce 2009 byla zařazena do Síně slávy klubu FBC Liberec.